# Messor chamberlini
Messor chamberlini es una especie de hormiga del género Messor, subfamilia Myrmicinae. 

## Distribución
Esta especie es endémica de California.